# Selengà

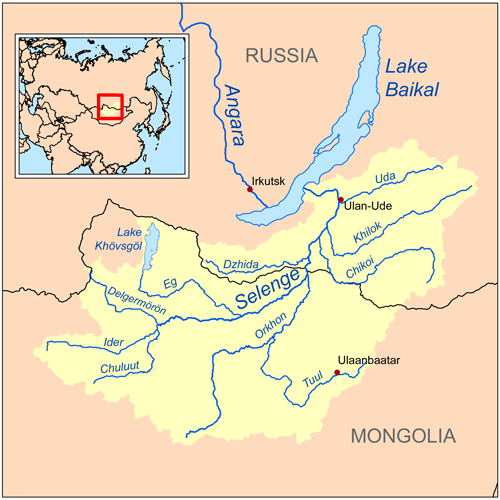
Mapa de situació de la conca del Selengà

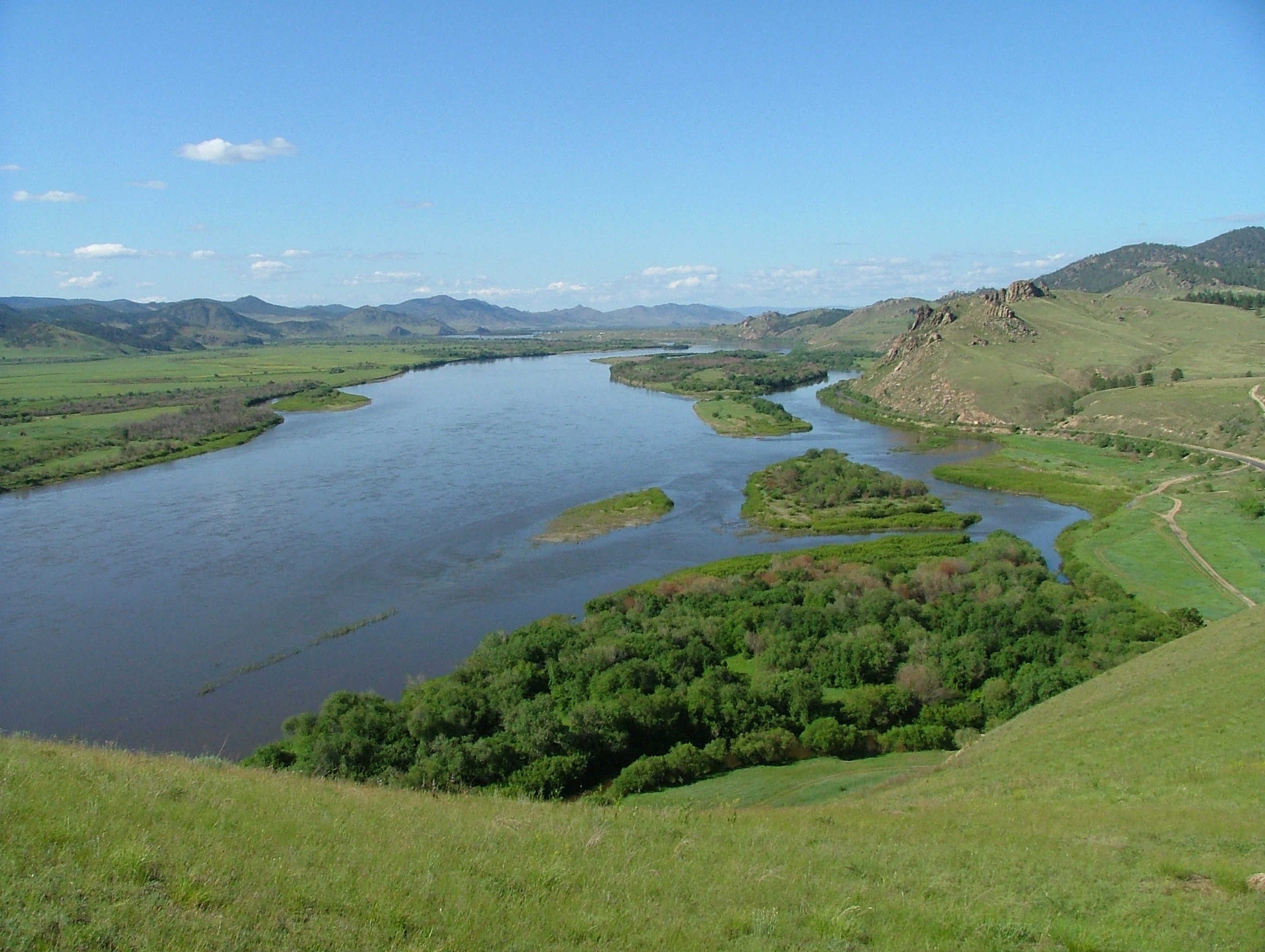
El Selengà a Mongòlia

El Selengà (en rus Селенга, Selengà; en mongol Сэлэнгэ гол, Selengue gol, o Сэлэнгэ мөрөн, Selengue mörön que significa "per a nedar") és un riu de Mongòlia i de Rússia. És el riu principal de Mongòlia i de la República dels Buirats a Rússia. Les seves fonts són el riu Ideriin gol i el riu Delguermörön. Desemboca al llac Baikal després d'un recorregut de 992 km.
El Selengà és capçalera del conjunt Ienissei-Angarà.
El seu cabal hidràulic mitjà és de 935 m³/s quan arriba al Llac Baikal del qual forma gairebé la meitat de l'entrada d'aigües. Forma un ampli delta (680 km²) a la seva desembocadura en aquest llac.